# ネットワークアクセスサーバ
ネットワークアクセスサーバ（英：network access server、NAS）は、遠隔のリソースへの唯一のアクセス点となるサーバ。

## 概要
NASは、保護されたリソースへの安全なアクセスのためのゲートウェイである。これはたとえば、電話回線からプリンターへ、あるいはインターネットへのゲートウェイである。
クライアントがNASに接続すると、NASはそのクライアントが背後にあるリソースにアクセスするための権限を持っているかを問いただす。クライアントの答えによっては保護されたリソースにアクセスできないこともある。ただし、その判断をするのはリソース側のシステムであって、NASは単に中継しているだけである。したがってNAS自体はこの認証プロセスがどのように処理されているのかを知らない。

## 関連するプロトコル
必須ではないものの、基本的にNASはAAAサーバと共に使用される。AAAプロトコルの中では、RADIUSが最も広く使われているがIPマルチメディアサブシステム（IMS）のようなネットワークではRADIUSにエラー処理とドメイン間通信に関する機能を加えて拡張したDIAMETERが使われている。

## 例
以下にいくつかの例を挙げるが、用途が異なれば、実装も異なる。
- インターネットサービスプロバイダ（ISP）は、モデムやそれに類する機器（PSTN、DSL、ケーブルモデム、GPRS/UMTS）を経由したネットワークアクセスを提供している。ISPはPPP/PPPoEあるいはPPTPのコネクションを受け入れるNASデバイスを持っており、背後のRADIUSサーバに認証とアカウンティングを要求し、それによってユーザーがそのコネクションでアクセスできるようになる。
- 多くのWi-Fiプロバイダで採用しているキャプティブポータル機構も一例である。あるユーザーがインターネットにアクセスしたいとする。彼はウェブブラウザを起動する。NASは、そのユーザーがインターネットアクセスのための認証をまだ受けていないことを検出し、ユーザーに対してユーザー名とパスワードの入力を促す。ユーザーがそれらを入力しNASに送るとNASは背後のRADIUSサーバに認証とアカウンティングを要求し、それによってユーザーがそのコネクションでアクセスできるようになる。
- VoIPではユーザーはユーザー名とパスワードの代わりに電話番号やIPアドレスを使うことが多い。電話番号が顧客として登録されているものなら、その呼び出しは続行される。